# Слеш фикција
Слеш фикција (енгл. Slash fiction) јесте жанр фан-фикције који се фокусира на романтичне или сексуалне везе између два или више мушких ликова. Ликови који су предмет ових прича у „канону“ (званичном свету оригиналног дела) често нису приказани ни у сексуалној, па чак ни у пријатељској вези. Иако се термин може односити и на везе између женских ликова (познато као јури), многи фанови за тај жанр користе посебан назив „фемслеш“ (енгл. femslash). Већина аутора и читалаца су жене.
Иако су се ранији радови често фокусирали на експлицитне физичке односе између једног или више мушких ликова, данас се термин „слеш“ генерално односи на било коју фан-фикцију која спаја мушке ликове.
Назив потиче од употребе косе црте (/) приликом означавања љубавног пара у причи. За означавање чисто пријатељских односа користи се амперсанд (&). На пример, фикција која је започела овај жанр, а која описује сексуални однос између капетана Џејмса Т. Керка и његовог првог официра Спока из серије Звездане стазе, означава се као en или K/S, док се прича која описује њихово пријатељство без сексуалних односа означава као K&S.

## Историја
Сматра се да темељ модерне слеш фикције чине радови о Керк/Спок ((en)) пару, који су настали у фандому серије Звездане стазе (енгл. Star Trek). Верује се да су ове радове писале жене, а први пут су се појавили крајем 1970-их година. Назив „слеш“ потиче, као што је поменуто, од косе црте (/) која се стављала између имена ликова (нпр. K/S), а термини „слеш“ и K/S су се користили наизменично. Ова врста секондарне креације проширила се и на фандоме серија као што су Професионалци (The Professionals), Старски и Хач (Starsky & Hutch) и Блејкова седморка (Blake's 7), што је на крају довело до стварања фандома посвећеног самом слеш жанру.
У раној слеш фикцији, парови су најчешће били главни ликови, као што су Керк/Спок или Старски/Хач, али су постојали и парови са споредним ликовима, као што су Блејк/Ејвон из Блејкове седморке.
Рани K/S радови у почетку нису били прихваћени од стране целокупног фандома Звезданих стаза. Касније су ауторке попут Џоане Рас у својим есејима истраживале и писале о слешу, чиме је жанр добио и академски статус.
Временом, како је толеранција и прихватање хомосексуалности расло, незадовољство приказом мушких хомосексуалних ликова у масовним медијима постало је централна тема слеш фикције. Иако је фандом Звезданих стаза и даље значајан, појавили су се и нови фандоми слеша засновани на научнофантастичним, акционим и авантуристичким ТВ серијама, филмовима и романима.

### Утицај интернета
До широке доступности интернета почетком 1990-их, до слеш фикције се тешко долазило. Објављивана је искључиво у непрофитним фанзинима, који су се продавали на догађајима по цени штампе.
Појава интернета омогућила је формирање заједница фанова и аутора, што је довело до преласка са аматерских штампаних удружења и фанзина на мејлинг листе и веб-сајтове попут Fanfiction.net. Ова промена је ауторима отворила нове хоризонте и довела до повећања броја објављених радова.
Интернет је омогућио ауторима већу слободу, уводећи у приче нове елементе као што су гранање радње, колажи и песме. Број читалаца се повећао, јер су дела постала доступнија и јефтинија од фанзина, а број фандома, посебно у жанровима научне фантастике, фантастике и крими драма, драстично је порастао. Интернет је такође омогућио фановима да остављају коментаре, критике и расправљају о самом жанру.
Данас су широко познати веб-сајтови и архиве посвећени фандомима као што су Досије икс, Звездана капија, серијал о Харију Потеру и Бафи, убица вампира, где је и даље доступан велики број слеш радова.

## Критички и квир-теоријски пријем
Слеш фикција је привукла више академске пажње од других жанрова фан-фикције. Као део културолошких студија, истраживање слеша постало је значајно почетком 1990-их. Већина ових студија приступа слешу из етнографске перспективе, фокусирајући се на ауторе и заједнице које се формирају око овог жанра. Фанови слеша често се посматрају као група која се опире доминантној култури. Неки истраживачи, попут италијанске антрополошкиње Мирне Чикони, фокусирају се на текстуалну анализу самих слеш радова.
Иако су је квир теоретичари често игнорисали, слеш фикција се данас сматра важном за ЛГБТ заједницу и формирање квир идентитета, јер представља отпор према очекиваној обавезној хетеросексуалности. С друге стране, неки сматрају да приказ геј заједнице у слешу није реалан, већ да је он пре свега израз феминистичког незадовољства популарном и спекулативном фикцијом.

## Дефиниција
Слеш фандоми су разноврсни и често подељени, при чему сваки има своја правила стила и понашања, као и сопствену историју, омиљене приче и ауторе. Због питања ауторских права, слеш се не може комерцијално дистрибуирати, па је до 1990-их био доступан само у фанзинима. Данас се најчешће објављује на платформама као што су LiveJournal и други веб-сајтови. Неки правни стручњаци који се залажу за реформу ауторских права користе слеш као пример en.
Дефиниција термина је нејасна. Због недостатка канонских хомосексуалних веза у медијима у време настанка жанра, неки сматрају да се термин „слеш“ односи искључиво на односе који нису део канона. Према овом тумачењу, фан-фикција о канонским истополним везама (нпр. Вилоу и Тара у Бафи, убица вампира; ликови из Queer as Folk; или Џек Харкнес у Доктор Ху и Торчвуд) не би се сматрала слешом. Међутим, ова дефиниција није широко прихваћена јер би такве приче остале без јасне категорије.
У јапанском фандому, слични радови се називају јаои или шонен-аи за мушке парове, и шоџо-аи или јури за женске.

## Став оригиналних аутора
За многе, слеш је контроверзна тема. Поред правних питања везаних за фан-фикцију, неки сматрају да приказивање ликова у неканонским ситуацијама нарушава њихов интегритет. Ипак, званичне осуде слеша од стране стваралаца су ретке.
Један од ранијих примера реакције је правно упозорење које је Lucasfilm упутио фановима због писања сексуално експлицитних прича. Џ. К. Роулинг и Warner Bros. су такође слали упозорења, иако Роулинг генерално подржава фан-фикцију, чак и ону која се бави неканонским паровима попут Хари/Драко или Хари/Снејп.
Неки аутори су отворено наклоњени слешу. Џос Видон, творац серије Ејнџел, у DVD коментару је изјавио: „Спајк и Ејнџел... дружили су се годинама. Били су девијантни на све могуће начине. Зар људи мисле да никада нису...? Ма хајте, људи! Они су момци отвореног ума!“ Слични наговештаји примећени су и у серијама Смолвил, Супернатурал и Due South. Садржај који намерно даје материјал ауторима слеша понекад се описује као „унапред припремљен за слеш“ (енгл. pre-slashed).

## Поджанрови

### Фемслеш
Фемслеш (енгл. Femslash, познат и као f/f slash, femmeslash или saffic) је поджанр који се фокусира на романтичне и/или сексуалне односе између женских ликова. Ликови су често канонски хетеросексуални. Овај термин се користи углавном у западним фандомима; у Јапану се користи термин јури.
Фемслеш је мање заступљен од слеша са мушким паровима, јер хетеросексуалне ауторке ређе пишу о женским истополним везама.

### Оригинални слеш
Оригинални слеш (енгл. Original slash) јесте фикција о мушким истополним везама, али са оригиналним, а не већ постојећим ликовима. Ови радови се углавном објављују на интернету и користе исте системе означавања (рејтинг, упозорења) као и слеш фан-фикција. На овај жанр утицале су преведене јаои манге и романи.